# Kup na Makedonija 2023-2024
La Coppa di Macedonia del Nord 2023-2024 (in macedone Куп на Македонија, Kup na Makedonija) è stata la trentaduesima edizione del torneo, iniziata il 20 settembre 2023 e con termine il 22 maggio 2024.
Il Makedonija G.P. è la squadra campione in carica, avendo conquistato il trofeo per la terza volta nella sua storia. Il titolo è stato vinto dal Tikveš Kavadarci, alla sua prima coppa nazionale.

## Calendario
| Turno            | Incontri          |
| ---------------- | ----------------- |
| Primo turno      | 20 settembre 2023 |
| Secondo turno    | 25 ottobre 2023   |
| Quarti di finale | 8 novembre 2023   |
| Semifinali       | TBD               |
| Finale           | maggio 2024       |

## Primo turno
Il sorteggio per il primo turno è stato effettuato il 29 agosto 2023. Le quattro semifinaliste dell'edizione precedente entrano nella competizione direttamente dal secondo turno.
| Squadra 1         | Risultato       | Squadra 2        |
| ----------------- | --------------- | ---------------- |
| 20 settembre 2023 |                 |                  |
| Arsimi            | 1 - 2           | Tikveš Kavadarci |
| Baškimi           | 1 - 1 (4-3 dtr) | Skopje           |
| Belasica          | 0 - 0 (0-3 dtr) | Gostivar         |
| Besa Dobri Dol    | 1 - 1 (4-5 dtr) | Vardar           |
| BVK Konjare       | 0 - 8           | Shkupi           |
| Karbinci          | 0 - 10          | Voska Sport      |
| Kožuf             | 0 - 2           | Brera Strumica   |
| Novaci            | 0 - 8           | Bregalnica Štip  |
| Ohrid             | 2 - 0           | Detonit Junior   |
| Teteks            | 0 - 3           | Rabotnički       |
| Vëllazërimi 77    | 0 - 4           | Pelister         |
| Young Team        | 0 - 0 (4-3 dtr) | Pobeda           |

## Secondo turno
Il sorteggio per il secondo turno è stato effettuato il 26 settembre 2023.
| Squadra 1       | Risultato       | Squadra 2        |
| --------------- | --------------- | ---------------- |
| 25 ottobre 2023 |                 |                  |
| Brera Strumica  | 0 - 0 (5-4 dtr) | Gostivar         |
| Bregalnica Štip | 11 - 0          | Young Team       |
| Pelister        | 0 - 1           | Tikveš Kavadarci |
| Rabotnički      | 3 - 2           | Škendija         |
| Shkupi          | 4 - 0           | Ohrid            |
| Sileks Kratovo  | 3 - 2           | Baškimi          |
| Vardar          | 0 - 1           | Makedonija G.P.  |
| Voska Sport     | 0 - 0 (4-1 dtr) | Struga           |

## Quarti di finale
Il sorteggio per i quarti di finale è stato effettuato il 27 ottobre 2023.
| Squadra 1        | Risultato       | Squadra 2      |
| ---------------- | --------------- | -------------- |
| 8 novembre 2023  |                 |                |
| Bregalnica Štip  | 0 - 1           | Voska Sport    |
| Makedonija G.P.  | 1 - 0           | Sileks Kratovo |
| Tikveš Kavadarci | 1 - 1 (6-5 dtr) | Brera Strumica |
| 9 novembre 2023  |                 |                |
| Rabotnički       | 0 - 1           | Shkupi         |

## Semifinali
Il sorteggio per le semifinali si è tenuto l'8 marzo 2024.
| Squadra 1   | Totale          | Squadra 2        | Andata | Ritorno |
| ----------- | --------------- | ---------------- | ------ | ------- |
| Shkupi      | 0 - 0 (3-5 dtr) | Tikveš Kavadarci | 0 - 0  | 0 - 0   |
| Voska Sport | 3 - 2           | Makedonija G.P.  | 2 - 0  | 1 - 2   |

## Finale
| Arbitro: | Aleksandar Stavrev |

|                          |           |               |
| Stojkovski 41’ Silva 59’ | Marcatori | 77’ Sharkoski |